# ACE-Getränk
Ein ACE-Getränk ist ein alkoholfreies Erfrischungsgetränk aus Frucht- und Gemüsesäften, das mit Vitamin A, Vitamin C und Vitamin E angereichert ist. Meist sind ACE-Getränke aus Orangensaft, Karottensaft, Wasser, Zucker sowie Beta-Carotin (als Provitamin A) und den Vitaminen C und E zusammengesetzt.
Sie gehören zu den funktionellen Getränken, die nach Angaben der Hersteller wegen ihrer Zusätze nicht nur den Durst löschen, sondern auch eine gesundheitsfördernde Funktion erfüllen sollen. Viele der angebotenen Getränke enthalten relativ viel Zucker. Die Deutsche Gesellschaft für Ernährung und die Verbraucherzentralen bezweifeln grundsätzlich deren gesundheitlichen Nutzen beziehungsweise sehen die Versorgung der Bevölkerung mit Vitaminen als ausreichend.